# Onocolus garruchus
Onocolus garruchus là một loài nhện trong họ Thomisidae.
Loài này thuộc chi Onocolus. Onocolus garruchus được miêu tả năm 1979 bởi Lise.